# 萊因哈德·海德里希
莱因哈德·特里斯坦·欧根·海德里希（德語：Reinhard Tristan Eugen Heydrich，德語：[ˈʁaɪnhaʁt ˈtʁɪstan ˈɔʏɡn̩ ˈhaɪdʁɪç] ⓘ，1904年3月7日—1942年6月4日）為第二次世界大战期间纳粹德国的高级领导人，也是纳粹大屠杀的主要执行者之一。
曾任党卫队上级集团领袖兼警察上將、国家安全部部長（管辖盖世太保、刑事警察及保安局）及波希米亚和摩拉维亚保护国副总督／代理总督，亦曾担任国际刑警委员会（后改称国际刑警组织）主席，并主持召开1942年的万湖会议，会议制订了系统性清洗犹太人问题的最终解决方案，推动了德占欧洲地区内对犹太人大规模的驱逐和种族灭绝。
许多史学家认为海德里希是纳粹高层中最为黑暗的角色，甚至元首阿道夫·希特勒亦称其为“铁石心肠之人”。海德里希为党卫队保安局创始人，负责通过逮捕、驱逐和谋杀以挫败反对纳粹党的活动。他参与筹划了“水晶之夜”，于1938年11月9日至10日组织冲锋队及其他平民在纳粹德国全境及奥地利部分地区对犹太人展开袭击，亦为大屠杀的起始事件之一。在抵达布拉格之后，海德里希试图巩固纳粹统治，压迫捷克文化，并大量驱逐和屠杀抵抗运动成员。他亦为别动队的直接负责人——該组织跟随德国军队活动，在整个德占欧洲透過射击及毒气杀害了超过200万人，包括130万的犹太人。
1942年5月27日一支由英国特别行动执行处培训、捷克斯洛伐克流亡政府组织的捷克和斯洛伐克军人小队在布拉格对海德里希发动了刺杀行动（代号猿人作战），一周后海德里希伤重不治身亡。德国情报部门誤認刺客同利迪策及莱扎基两个村落有关联，并展开报复行动，徹底摧毀了利迪策村，當地16岁以上男性均遭射殺，几乎所有女性及儿童均由當局送往纳粹集中营并進一步殺害。
海德里希在党卫队中经历了快速升遷，后备役及前线战事。在其11年党卫队生涯中，海德里希由下士逐階晋升至警察上將。他亦为纳粹德国空军少校，参与近100次飞行任务。此外，海德里希也拥有海军预备役中尉军衔，但他在战时与纳粹德国海军没有任何聯繫。海德里希一生获得多项纳粹和军事奖励，包括德意志勋章、血章、金色党章、空军飞行员奖章、前線飛行章、一等与二等铁十字勋章。

## 早年生活
海德里希于1904年生于萨勒河畔哈雷，父亲为理查德·布鲁诺·海德里希，作曲家和歌剧歌手，母亲为伊丽莎白·安娜·玛丽亚·阿梅利亚·克兰茨，天主教徒。其名的前两部分均有爱国主义音乐背景：“莱因哈德”为其父歌剧《阿门》中的悲剧英雄；“特里斯坦”来源于理查德·瓦格纳的《特里斯坦与伊索尔德》。其名的第三部分“欧根”为其过世的外祖父的名字（欧根·克兰茨曾领衔德累斯顿皇家音乐学院）。
海德里希一家具有较高的社会地位，在财政上也颇为富足。音乐是其生活的重要组成部分：其父是哈雷音乐、戏剧与教育学院的创始人，其母在学院教授钢琴。海德里希本人热爱小提琴，并将这一喜好延续到了其成年时期，其音乐才能时常令人赞叹。
海德里希的父亲为日耳曼民族主义者，向其三个孩子灌输了爱国思想，但本人在第一次世界大战前没有加入任何政党。海德里希一家教育严苛。少年的海德里希时常同其弟弟海因茨进行击剑活动。他天资聪颖，学习成绩頗佳，尤其在科学方面，体育領域也不遑多讓，非常擅长游泳和击剑。他较为羞涩及不安，因其较尖的声音和据传的犹太背景而时常受到欺凌。其犹太背景的传闻使之获得了“摩西·韩德尔”（Moses Handel）此一綽號。
1918年一次世界大战结束，德国战败。1919年2月末，哈雷陷入社会动荡（包括罢工及共产主义者和反共者的冲突），时任国防部长古斯塔夫·诺斯克下令组建右翼准军事队伍以“夺回”哈雷。15岁的海德里希加入了马尔克志愿步枪队（首个自由军团单位）。冲突结束后，海德里希分配到的工作為私有财产保護，具体参与状况不详，但这一系列事件对海德里希的影响巨大，引发了其“政治觉醒”。他此后加入了反犹太主义的德国民族保护和反抗联盟。
《凡尔赛条约》的条款规定导致德国陷入严重的通货膨胀，许多人失去了一生的积蓄，哈雷的居民們亦未能倖免。1921年，多数居民已无法承担布鲁诺·海德里希音乐学院的音乐教育费用，海德里希一家也因此陷入了经济危机。

## 海军生涯
1922年海德里希加入魏玛共和国海军，希望享受海军提供的安全保障和福利。他在德国的首要军港基尔成为一名军官学员。1924年4月1日，他升为高级候补军官（Oberfähnrich zur See），并前往米尔维克海军学院接受培训。1926年，海德里希晉級海军少尉（Leutnant zur See），配屬到德国北海舰队旗舰石勒苏益格-荷尔斯泰因号战列舰上担任信號官。海德里希的名声逐渐得到认可，上司对他评价优异，同其他海员也相处良好。他後於1928年7月1日升上中尉（Oberleutnant zur See）。这一系列的升遷也使他的野心和傲气逐渐膨胀。
海德里希频繁陷入风流韵事。1930年12月他参加了一场赛艇俱乐部舞会，并结识了莉娜·冯·奥斯滕。两人相恋並很快宣布订婚。奧斯滕本人已为纳粹党追随者，1929年第一次参加纳粹集会。海德里希先前已與另一名女子訂有婚約，與奧斯滕訂婚後，海德里希將前婚約取消。女子的父親不滿，將毀婚之事向海軍总司令埃里希·雷德尔元帅投訴。由於海德里希在調查程序中不斷詆毀女方為自己辩白，结果被海军军事法庭判处「行為与军官和绅士身份不符」，1931年4月30日遭海軍勒令「不名譽」退伍。这一事件對海德里希的事業發展是一記重擊，他「將自己囚禁在房內，終日憤怒、自憐地哭泣」。當時適逢世界經濟危機，他僅能依賴每個月200馬克的過渡金生活，父親中風後，來自父母的資助也斷絕。
1931年12月，海德里希與奧斯滕成婚。

## 党卫队和军警生涯
1931年海因里希·希姆莱开始在党卫队中建立反情报組織，在其助手及冯·奥斯滕友人卡尔·冯·埃伯施泰因推荐之下，希姆莱同意对海德里希进行面试，但在最后一刻取消了约定。即便如此，莉娜仍旧打点了海德里希的行装，将他送往慕尼黑。埃伯斯坦在火车站同海德里希碰头，并引其接见了希姆莱。海德里希向希姆莱描述了党卫队情报部分的发展方略，希姆莱为其折服，立刻决定录用之。虽然海德里希起薪仅为180国家马克（约为40美元），但他考虑到莉娜一家对纳粹运动的支持及这一职位的军事和革命性质，仍旧选择接受。一开始海德里希仍需与一名同事共用办公室和打字机，但其月薪到1932年時已上涨至290国家马克，他个人亦认为这一薪酬颇为可观。海氏在1930年代的实力和影响力逐渐提升，其薪酬也快速上涨，到1938年其年薪已达17,371.53国家马克（约合78,000美元）。他的纳粹党编号为544,916，党卫队编号为10,120。希姆莱后来授予其1枚骷髅戒指以示表彰。
1931年8月1日海德里希正式上任情报部门首長，其办公室位于慕尼黑纳粹党总部所在地褐宫。至10月海德里希已建立起间谍情报网，主职收集情报和获取其他訊息以用于勒索，由此达成政治目的。索引卡片上記錄了数千人的相关信息，并儲藏于褐宫。作为海德里希12月婚礼的贺礼，希姆莱将其提升为党卫队突击队大队长（SS-Sturmbannführer）。
1932年海德里希的仇敌开始散布其为犹太人的传言，威廉·卡纳里斯称其拥有能够证明海德里希具有犹太血统的文件，但这些文件从未公布出来。地方长鲁道夫·约尔丹亦称海德里希并非纯雅利安人。在纳粹组织中这般传言即便对于全国反情报部门首長都具有严重的后果。格雷戈尔·施特拉塞尔将这一传言报告给了纳粹党的种族专家阿希姆·格尔克。格尔克对海德里希的血统进行了调查研究，报告称海德里希“为德意志血统，无任何有色或犹太血统”。海德里希本人也坚称这些传言毫无根据，即便如此他仍旧私下要求保安局成员恩斯特·霍夫曼继续调查并辟谣。

### 盖世太保和保安局

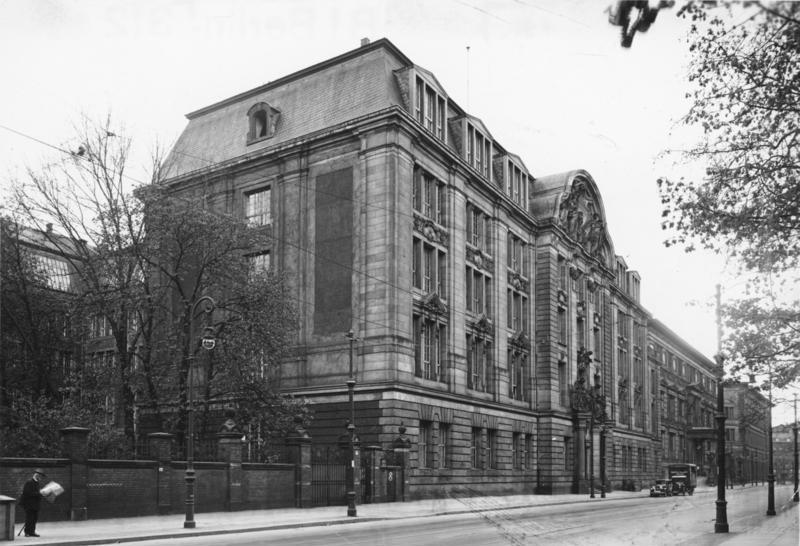
柏林1933年阿尔布雷希特亲王大街的盖世太保总部

1932年年中希姆莱任命海德里希为新更名的安全部门：保安局（Sicherheitsdienst；）局長。海德里希的反情报部门逐渐发展成为制造恐怖和威胁的机构，希特勒希望在德国获取绝对权力，由此希姆莱和海因里希也希望在德国全部17个州控制政治警察以达成此目的。巴伐利亚为其起始点。1933年海德里希召集保安局局员冲击慕尼黑警察总部，通过武力威胁夺取了警局权力。希姆莱成为慕尼黑警长，海德里希成为第4部门（政治警察）部长。
1933年，希特勒被保罗·冯·兴登堡任命为德国总理，并通过一系列法令成为帝国元首兼国家总理（Führer und Reichskanzler）。1933年初第1批集中营建立起来，原先的目的为关押政敌。到年末，集中营数量已超50个。
1933年赫尔曼·戈林建立盖世太保作为普鲁士警察機構，1934年4月戈林将盖世太保全权转交予希姆莱，这一组织也立刻成为党卫队旗下的恐怖部门。1934年4月22日希姆莱任命海德里希为盖世太保首長，1934年6月9日鲁道夫·赫斯正式宣布保安局为纳粹官方情报机构。

### 瓦解冲锋队

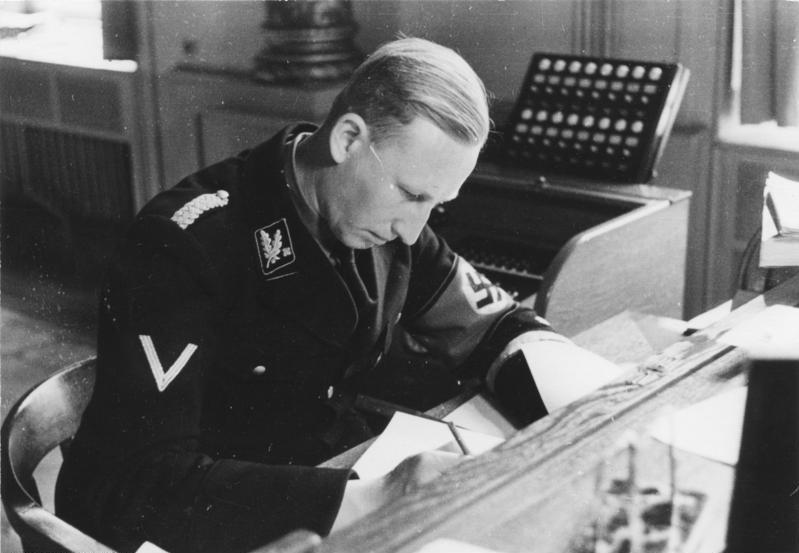
海德里希，巴伐利亚警长和保安局局长任內，1934年摄于慕尼黑

1934年4月起在希特勒的要求之下，海德里希和希姆莱开始对冲锋队参谋长恩斯特·罗姆进行调查，希望将其排挤出纳粹党高层。此时党卫队仍为冲锋队的一部分，作为纳粹党初期准军事部门的冲锋队員数目超过300万。海德里希、希姆莱、戈林和维克托·卢策起草名单，决定清算對象，由7名冲锋队顶層官员开始并逐渐扩展。1934年6月30日党卫队和盖世太保联合进行了为期两日的大规模逮捕行动。罗姆和其他冲锋队领导人未经审判便受处决。这一事件後称长刀之夜，超过200人被杀，卢策出任冲锋队新任参谋长，并将之转变为一体育和训练机构。
冲锋队失势之后，海德里希开始将盖世太保发展为恐惧製造部门，他改进了索引卡片系统，通过颜色标示注明不同类别的违法者。盖世太保有权以预防犯罪之名随意逮捕公民，而犯罪的定义亦由盖世太保本身订立。1936年《盖世太保法令》通过，授予警察法外执法权，由開始大量採用“保护性逮捕”（Schutzhaft），事实上通过这一权力，即可在未经法律过程的情况下監禁公民，法院无权进行调查和干涉。盖世太保只要是在“执行领袖的意志”便能視同合法行动，随意拘捕的大量民众均送往集中营或加以杀害。
希姆莱开始推行德意志宗教理论，并希望親衛隊队成员退出其所在教会。1936年初海德里希退出天主教会；其妻莉娜在1年前亦已退会，海德里希认为自己已无法继续身为信徒，并认为教会的政治力量和影响力对国家具有危害。

### 巩固警察部隊

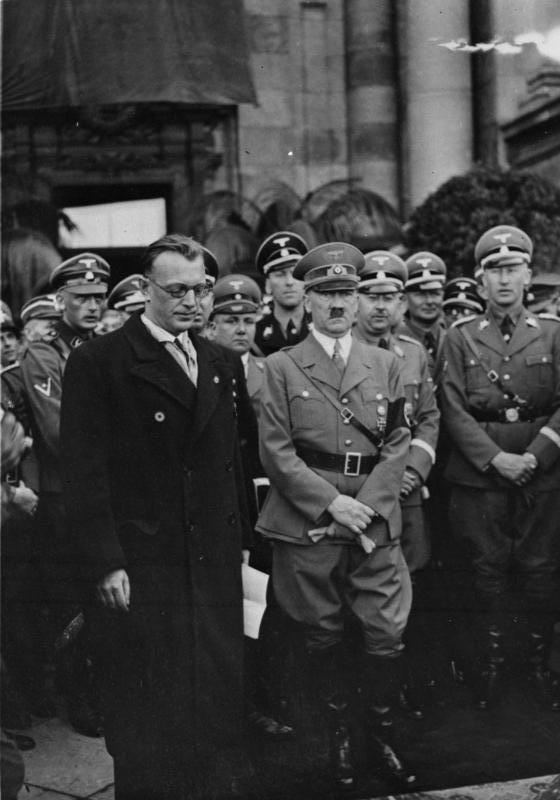
1938年3月摄于维也纳的赛斯-英夸特、希特勒、希姆莱和海德里希

1936年6月17日全德國的警察部队在希特勒任命希姆莱为德国警察总长后進行了统一，此时希姆莱及其副手海德里希也成为了德国內政中最有权势的两个人物。希姆莱立刻将警察改组成两个部门：秩序警察，包括全国制服警察和市警察；治安警察，包括国家秘密警察（盖世太保）和刑事警察（Kriminalpolizei；）。此时的海德里希为治安警察和保安局局長。海因里希·穆勒为盖世太保执行首長。
海德里希奉命组织在柏林举行的1936年夏季奥林匹克运动会，用于达成纳粹政权的政治宣传目的，对于一些意图抵制奥运会的国家，德国派出了亲善大使。在奥运会举行期间，暫時禁止了反犹太活动，也禁止报亭出售《冲锋报》。为表彰其对奥运会成功举办所作出的贡献，海德里希獲頒一級德意志奥林匹克勋章。
1937年1月海德里希命令保安局秘密收集和分析民情，并作出报告。此后他指派盖世太保逐个进行搜查、逮捕和审讯，由此对民情进行了直接控制。1938年2月在奥地利总理库尔特·许士尼格拒绝希特勒提出的合并要求后，海德里希对奥地利进行施压，组织纳粹示威，并分发传单，强调两国共同的日耳曼血统，3月12日希特勒宣布奥地利和德国正式合并。
1939年中旬海德里希建立北海基金会，为党卫队和秘密警察获取地产以作为临时居所和度假地。1940年11月北海基金会获取了万湖别墅，这一地点在日后召开了万湖会议（1942年1月20日）。在会议中纳粹高级官员正式制订了在德占领土及其他地区内驱逐和灭绝全部犹太人的方案。这一方案的执行将得到所有与会官员所屬政府部门的支持。
1939年9月27日保安局和治安警察归入新建的国家安全部，由海德里希领衔。10月1日，海德里希正式獲得“治安警察和保安局局长”（Chef der Sicherheitspolizei und des SD；）头衔。1940年8月24日海德里希担任国际刑警委员会主席，该组织总部也迁移至柏林。1941年9月24日海德里希升任“党卫队上级集团领袖兼警察上將”（SS-Obergruppenführer und General der Polizei）。

### 红军清算
1936年海德里希得知1名苏联高级军官意图推翻约瑟夫·维萨里奥诺维奇·斯大林。他察觉到可藉此機會同时打击苏联军和德軍防諜機構阿勃维尔的主官卡纳里斯上将，遂决定“揭露”这些俄国军官。他同希姆莱进行了会面，并将这一情报传达给希特勒。然而这一“情报”事实上来自斯大林本人，斯大林意图借此推动对苏联红军的内部清算，由此下令其内务人民委员部间谍斯科布林将这一信息传给希姆莱，称图哈切夫斯基和其他苏联将领试图发动政变，希特勒批准了海德里希的计划。保安局伪造了文件和信件，“揭露”图哈切夫斯基等人罪名，并将其传递給内务人民委员部，此后斯大林发动了大清洗。海德里希本人认为他成功使斯大林处决和罢免了其军官队伍中近35,000人，但他在这一事件上的实际重要程度具有一定的争议，苏联军事法庭并未在其秘密审判中使用这些文件，而是通过逼供进行定罪。

### 夜与雾法令

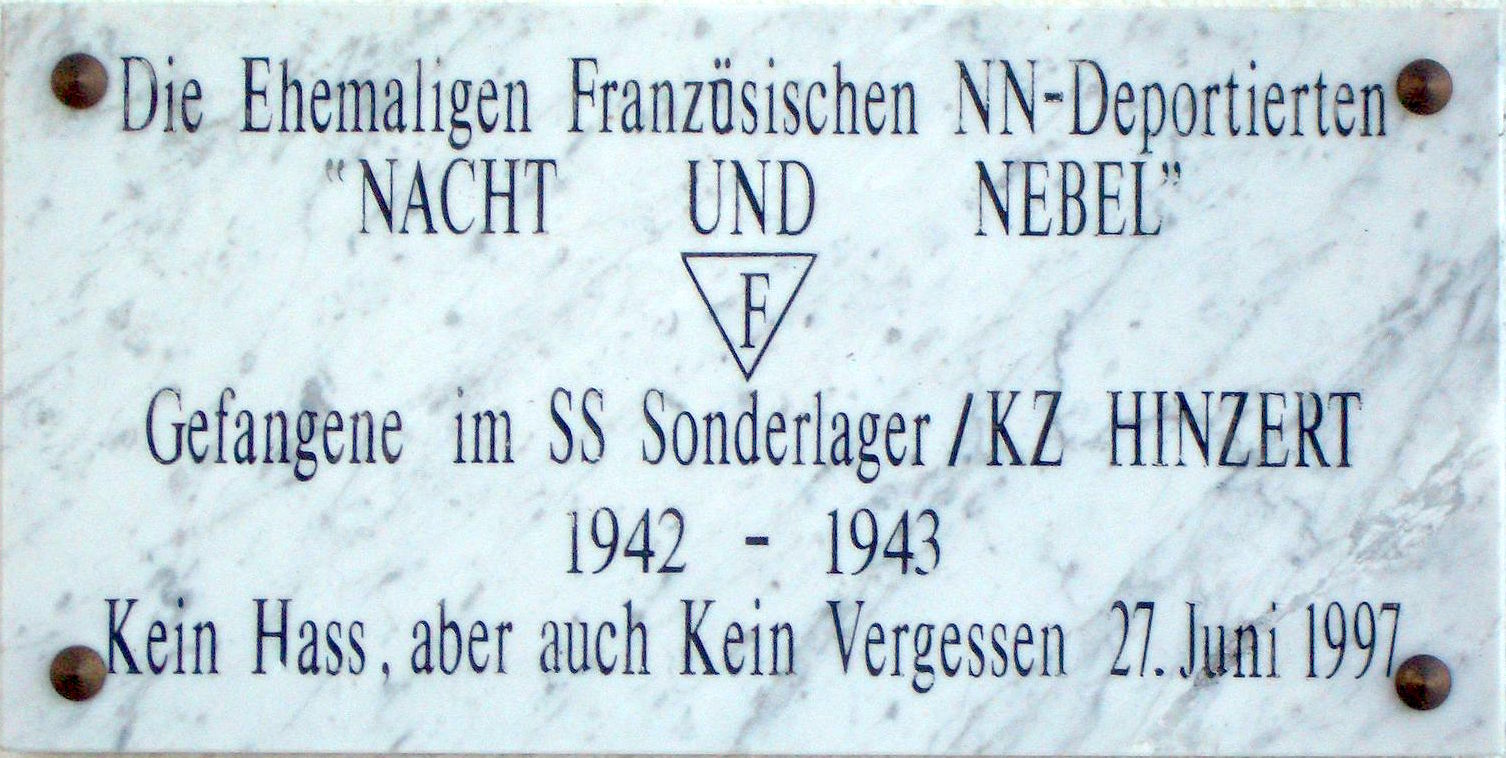
欣策尔特集中营内纪念《夜与雾法令》法國遇害者的铭牌

至1940年末德军已基本征服整个西欧，次年保安局开始负责执行《夜与雾法令》。根据法令任何“威胁德国安全者”将以极秘密方式逮捕，即在“夜与雾”掩护之下。许多人由此失踪，其下落无人知晓。对每个囚犯，保安局均有1张问卷单，填写其个人信息，出身国和其对国家犯下的罪行。问卷单将置于信封中，上印“夜与雾”并送往国家安全部。在党卫队经济与管理部的“中央囚犯文件”中，与集中营的文件类似，每个犯人都将得到一个“秘密囚犯”代碼，而非给予战俘、重罪者、犹太人、吉普赛人等的代码。这一法令在海德里希死后仍旧得到执行。失踪总人数从未獲得證實，但预计达到7,000人。

### 波希米亚和摩拉维亚代理总督

1941年摄于布拉格城堡的海德里希（左）和卡尔·赫尔曼·弗兰克

1941年9月27日海德里希經由任命成为波希米亚和摩拉维亚保护国（1939年3月15日併入德国的捷克斯洛伐克领土）副总督，对其领土进行直接管辖。康斯坦丁·冯·诺伊拉特仍旧为名义上的总督，但希特勒、希姆莱和海德里希认为其管制手段过于温和，导致反德情绪的盛行、促成反德罢工和破坏活动的进展，因此送其前去“休假”。新上任的海德里希对其助手说：“我们将把这群捷克害虫給日耳曼化」。
海德里希入主布拉格以执行政策、打击反纳粹抵抗运动、以及保证“对德国進行战事极为重要”的捷克製馬達和槍械達到定額。他认为这一区域是德国的重要壁垒，称捷克抵抗运动为“背后插刀”。为达成其目标，海德里希要求將无法完成日耳曼化者进行种族归类，宣称“将这群捷克垃圾变成日耳曼人必须通过种族思想来执行”。他上任初始便在民众中营造恐怖氛围：在抵达布拉格3日内的處決人數即達92人，並將这些人的姓名公告于全区域的海报上，也几乎查禁了所有能讓捷克人宣传、表达捷克文化的途径。根据海德里希的估计，逮捕人數至1942年2月已達4,000－5,000人。未处决者则送往毛特豪森－古森集中营，只有4%的捷克囚犯倖存到战后。1942年3月对于捷克文化和爱国组织、军事成员和文化人士的清洗几乎使捷克抵抗运动彻底瘫痪。规模较小且无组织的祖国抵抗运动中央领导集团得以苟存，只有共产主义抵抗运动得以有组织地进行（但仍旧受到大规模逮捕行動的破坏）。这一举措亦对社会活动造成了重創，任何反对德国统治的活动都受到公开且广泛的报复和镇压，这一段时间内海德里希的手段使其获得了「布拉格屠夫」的外号。
作为波希米亚和摩拉维亚代理总督，海德里希采用了胡萝卜加大棒的管制手段。劳动力根据德意志劳工阵线的原则进行了重新组织。海德里希通过由捷克组织索科尔没收來的工具组织工人进行活动。食物和鞋得到分配，抚恤金额度上涨，在一段时间内周六亦成为假日。失业保险亦首次得以建立。黑市活动遭到遏制，与黑市或抵抗运动有关者會遭受刑罚或处决。海德里希称这些人为“经济罪犯”和“人民公敌”，由此获得了一定的支持。在海德里希治下，布拉格和捷克其他地区相对和平，工业产量获得了提升。即便如此，物资短缺和通货膨胀仍旧持续发生，不满情绪日渐增长。
海德里希在公众场合向捷克民众示好，但私下其仍旧坚守其最终目标：“这一地区终有一天将彻底转变为日耳曼，捷克人在此将全无所得。”若纳粹德国获胜，近67%的民众将送往俄罗斯地区或完全消灭，波希米亚和摩拉维亚将直接并入德国。
納粹德國强徵并剝削了捷克勞動力，將大約100,000名工人由“不适宜”工作岗位中转移，由劳工部征用。1941年12月捷克人可徵召至納粹德國任何地区工作。1942年4月至11月期间，送入纳粹德国境内劳动的捷克工人就將近79,000名，而8小时的日間工时也從1942年2月起延长至12小时。
海德里希事實上成为了波希米亚和摩拉维亚的军事独裁者。他对政府结构的改革使总统伊米尔·哈卡和其内阁毫无权力可言。他时常独自驾驶敞篷车行驶，展现其对军事占领和其政府运作的极度自信。

## 大屠杀
史学家认为海德里希是纳粹精英中最为令人恐惧者，希特勒亦称其为“铁石心肠之人”，他是战争初期纳粹大屠杀主要执行者之一，對希姆萊唯命是從，而希姆萊僅聽命於希特勒。
海德里希参与组织了水晶之夜，在1938年11月9日至10日对德国国内的犹太人进行了大规模的迫害。是夜海德里希向各保卫局和盖世太保办公室发去电报，帮助协调党卫队、保卫局、盖世太保、秩序警察、冲锋队、纳粹党官员以及消防部进行反犹太活动。电报内容包括允许纵火和摧毁犹太商户及会堂，并没收所有犹太社区中心和汇通中的“档案材料”。电报还下令“在所有区域，在拘留所允许的情况下逮捕尽量多的犹太人，尤其是富裕的犹太人…在逮捕进行之后，立刻通知集中营，并尽快安排将犹太人送往是处」。近20,000名犹太人在此后数日内立刻遣送集中营，史学家认为水晶之夜是大屠杀的开端。
1939年希特勒希望获得一个入侵波兰的战争借口，希姆莱、海德里希和穆勒共同制订了一假旗行动，代号希姆莱行动，于1939年8月31日在格利维采对一德国电台进行伪攻击。海德里希主导了这一计划，并事先造访了这一地点（距离波兰边境线约四英里），150名身着波兰军装的德国士兵在国境线附近进行了一系列攻击行动，希特勒以此为借口发动了入侵。
在希姆莱的指示之下，海德里希组建了别动队，在第二次世界大战开始阶段跟随德军行进。1939年9月21日海德里希向所有别动队指挥官发出“占领区犹太问题”的相關电传信息，指示其将犹太人集体送往犹太人居住区、建立犹太委员会、进行人口普查、对犹太人所有的商户和农庄进行雅利安化等。别动队随军进入波兰以执行此计划，而日后在苏联境内其亦负责逮捕并枪决或以毒气杀害犹太人。史学家劳尔·希尔贝格估计1941年至1945年间，别动队及其相关队伍总共杀害了超过200万人，包括130万名犹太人。即便如此，海德里希仍旧试图保障部分犹太人的安全，如与其在党卫队前即相识的前德国击剑冠军保罗·索默。他亦保证参加了1936年奥运会的波兰击剑队成员免遭迫害。
1939年11月29日海德里希发出关于“彻底东部新省份”的电报，详细描述了将相关人员由鐵路运往集中营的计划，并指示1939年12月的人口普查将决定會送哪些人去集中营。1941年5月海德里希同军需总长爱德华·瓦格纳共同制订了入侵苏联的规章，保证别动队和德军能够协作灭绝苏联境内的犹太人。1941年7月22日，海德里希的BF109战斗机被亚历山大·伊万诺维奇·波克雷什金的米格-3战斗机击落，海德里希迫降到苏军后方，躲开了苏联巡逻队并同德军前线接头。此后希特勒亲自命令海德里希返回柏林，专职从事党卫队事务。7月31日，戈林书面授权海德里希，以保证各政府部门协调推动犹太人问题最终解决方案的施行。
1941年10月10日，海德里希作为高级军官参加了在布拉格举行的国家安全部“最终解决方案”会议。会议讨论了将50,000名波希米亚和摩拉维亚境内的犹太人迁移至明斯克犹太区和里加犹太区的方案。海德里希的地位使其在执行这一计划上扮演重要的角色：盖世太保已准备好在西部开展人口迁移，而别动队已经在东部开展大规模屠杀行动。与会人士亦计划在“之后几周”将布拉格的5,000名犹太人送交别动队指挥官阿图尔·内贝及奥托·拉施，而在保护国境内亦会建立犹太区：特雷津集中营，近33,000人在此丧生。成百上千人途径此营，然后葬身于东部。1941年希姆莱指定海德里希“负责执行”对德国和捷克斯洛伐克60,000名犹太人向波兰罗兹（利兹曼施塔特）犹太区的转移。
1942年1月20日海德里希主持了万湖会议，讨论了执行这一计划的细节。史学家唐纳德·布洛克森称在讨论过程中，海德里希“全然无暇责骂犹太人”，而是集中精力试图推动这一“超国家任务”的执行。

## 遇刺

### 布拉格暗殺行動

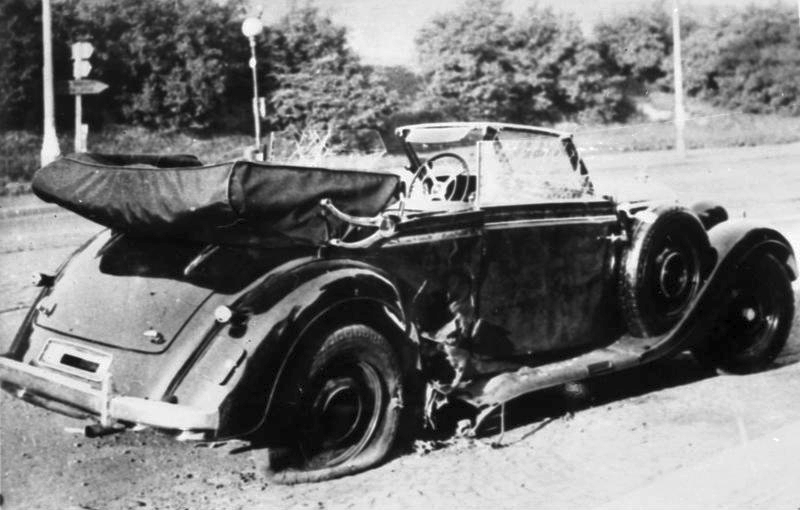
海德里希在这一輛敞篷梅赛德斯-奔驰轿车中身负致命伤

位于伦敦的捷克斯洛伐克流亡政府决心刺杀海德里希，扬·库比什和约瑟夫·加布奇克两人负责领衔任务小队。在经英国特别行动执行处培训之后，两人于1941年12月28日搭乘一架哈利法克斯轰炸机跳伞进入保护国境内。他们掩藏身份，开始计划刺杀方案。
1942年5月27日海德里希计划前往柏林会见希特勒，德方文件表明希特勒意图将海德里希调往德占法国，以应对势力逐渐增强的法国抵抗运动。在由布拉格前往德累斯顿的路途中，海德里希必须经过布拉格市郊利本区內的一座桥梁。該橋位于一个急弯附近，行车必须减速，适合进行攻击。当海德里希所乘车辆减速时，加布奇克试图以一把斯登衝鋒槍进行射击，但冲锋枪卡弹未能开火。海德里希没有加速驶去，而是停车试图应对刺客。库比什掷出一枚反坦克地雷改造成的炸弹，落到汽车后部，海德里希和库比什两人均因此波爆炸负伤。
当烟尘消尽后，海德里希持枪起身，追随库比什并试图回击，库比什跃上摩托车后驶去。海德里希追了半个街区，但由于休克而瘫倒在地，命令其司机克莱因步行继续追逐库比什。加布奇克在後續交火中击伤了克莱因的腿，并逃往当地的一个避难所。海德里希仍手持手枪，拥其左腹，流血不止。
一名捷克女性前来帮助，并拦下了一辆运货车，海德里希开始坐在司机身边，但抱怨这一位置使其疼痛加剧，而躺入后车厢内，送往纳布洛夫策医院急救室。海德里希左腹伤势严重，其横膈膜、脾脏和肺均受到重挫，還折断了一根肋骨。一位名为斯拉尼纳的医生包扎其胸部伤口，而另一名医生瓦尔特·狄尔克嘗試取出弹片，但未能成功，于是決定立刻进行手术。手术由狄尔克、斯拉尼纳和霍尔鲍姆执行，其过程中海德里希接受了数次输血，切除了脾脏，其胸口、左肺和横膈膜均经历清创和缝合。希姆莱派出另一名医生卡尔·格布哈特前往布拉格参与治疗。海德里希虽经受了一次发烧，但其伤势似乎恢复良好。希特勒的私人医生特奥多尔·莫雷尔建议使用磺胺（新研发的抗菌药物），但格布哈特认为海德里希将会痊愈，由此拒绝了这一建议。6月2日希姆莱到访时，海德里希已意识到自己将不久于人世，便朗诵了其父亲歌剧中的一个段落：

世界不过是一支筒风琴，主在其中转动。

我们均将随鼓的韵律起舞。

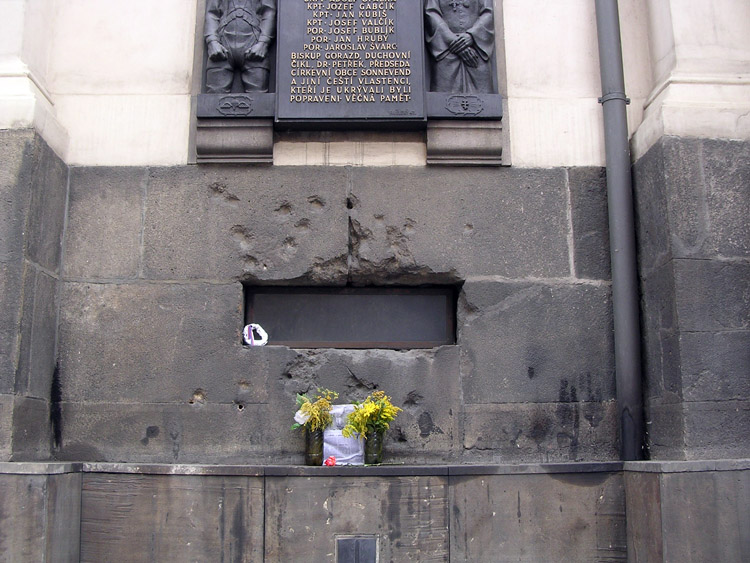
布拉格圣西里尔和美多德教堂中遍布弹孔的墙；库比什及其同伴在此被围

海德里希在希姆莱到访之后陷入昏迷，并于6月4日（可能为4时30分）去世，享年38岁。尸体解剖表明其死于败血症。根据参与调查刺杀行动的刑警伯恩哈德·魏纳称海德里希死时的面容展现出了“神秘的灵性和全然反常的美，如文艺复兴的主教一般」。

### 葬礼
1942年6月7日，海德里希的豪华葬礼在布拉格举行，此后其灵柩经火车运往柏林，于6月9日在新的总理府进行第2场葬礼，党卫队全国领袖希姆莱致悼词。元首希特勒亦参加了葬禮，并将其获得之勋章，包括最高级德意志勋章、血章、金重伤奖章和一等带剑战功十字勋章至于其葬枕之上，虽然海德里希之死以政治宣传的面貌广为流传，希特勒在私下却亦称其因不夠小心而大意、应对自己的死负责：
此类举动使小偷和刺客都有机可乘。行驶未加固的敞篷汽车或在大街上毫无防备肆意步行，这般壮举实为愚蠢，对帝国事业毫无帮助。海德里希这般不可替代的人，竟使自己毫无必要地身处险境之中，我也只能称之愚蠢了。

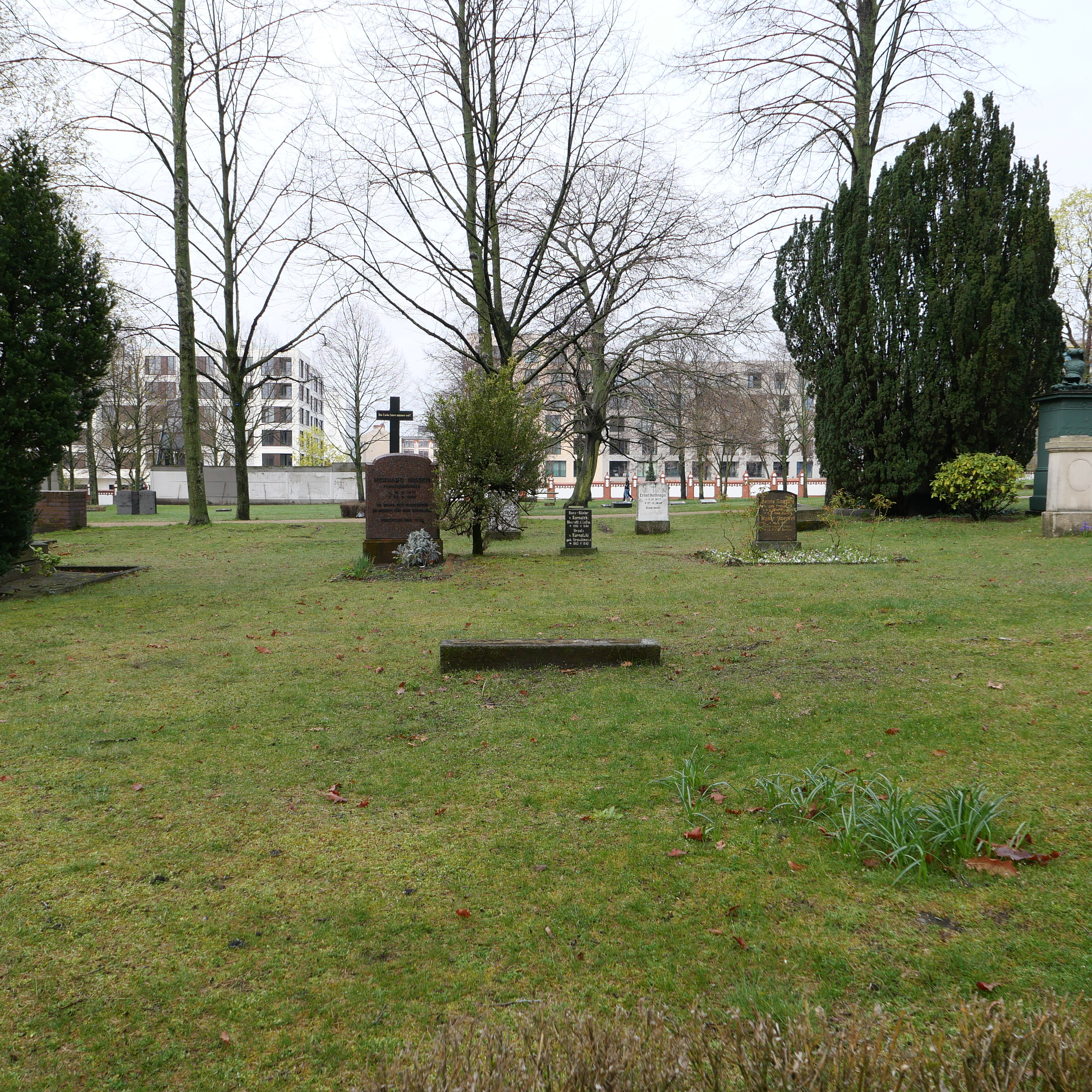
海德里希在柏林榮軍公墓的匿名墓地。 2019 年，身份不明的肇事者打開了墳墓，確切位置成為公眾所知。

海德里希下葬于柏林的荣军公墓中。具体的下葬点不详，1945年苏联红军攻陷柏林时标注其下葬处的木牌已不见踪影，并且未遭替换，此地因而无法成为新纳粹主义者的集结处。海德里希下葬时的照片表明花圈和悼客位于A区，靠近荣军公墓北墙和沙恩霍斯特大街，位于墓园前方。最近的一本传记亦称其坟墓位于A区。希特勒计划为海德里希建造一座纪念陵墓（由雕塑家阿尔诺·布雷克尔和建筑师威廉·克赖斯共同设计），但由于德国战况日渐不佳，故未能實現。
虽然海德里希名为国家阵亡将领，但西德政府因其在大屠杀中扮演的角色而拒绝向其遗孀（莉娜）支付抚恤金；在1956年和1959年一系列对西德政府的诉讼后，莉娜获得了获取抚恤金的权利，其数额颇为可观。两人共有4名子女：克劳斯，1933年生，1943年死于交通事故；海德尔，1934年生；西尔克，1939年生；马尔特，1942年在其父死后出生。莉娜撰写了一本回忆录，题为《与一名战犯的生活》（Leben mit einem Kriegsverbrecher），1976年出版。她此后再婚一次，于1985年过世。

### 事后

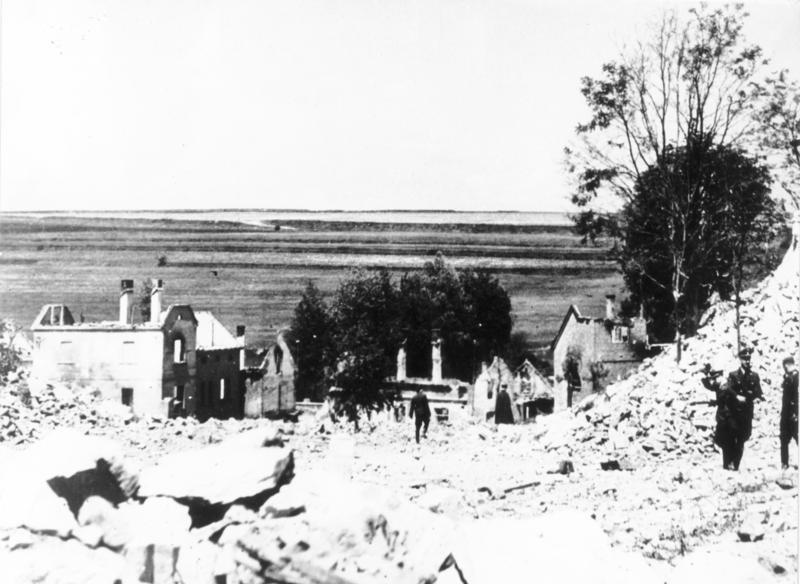
因被怀疑窝藏暗杀海德里希的刺客，利迪策村遭德军报复性摧毁

海德里希的刺客首先藏身于避难所中，此后转移至布拉格的正教教堂圣西里尔和美多德主教座堂。一名捷克抵抗运动成员泄漏了其所在地，近800名党卫队和盖世太保成员包围了教堂。多名捷克人死亡，其余则躲藏到了教堂的地下室。德方试图通过枪火、催泪瓦斯和放水等方式将其引出，并最终通过炸药成功进入，剩余的小队成员拒绝投降，自尽而亡。刺客的支持者在此后亦受处决，當中包括教會领袖、後追奉為正教会殉道者的戈拉茲德主教。
希特勒对于海德里希之死大为光火，本來要下令捕殺10,000名随机选出的捷克人作為報復，但他与卡尔·赫尔曼·弗兰克商讨后，顧及捷克地区为德军重要的工业区，此举将会影响区域生产力，故未执行。他下令进行快速调查。情报部门誤将刺客同利迪策和莱扎基两个村落联系到一起。盖世太保报告稱，布拉格西北22（14英里）的利迪策可能为刺客的藏身之处（因當时身處英國的多位捷克军官為利迪策出身），在莱扎基则发现了一个抵抗运动的广播電台。6月9日希特勒同希姆莱和法兰克商讨之后，下令實施报复。超过13,000人被捕、驱逐和监禁。6月10日始利迪策和莱扎基所有16岁以上的男性，及莱扎基的全體女性俱遭杀害，利迪策的所有女性則立刻遣送拉文斯布吕克集中营，後來僅4人生還（均為孕婦，在海德里希过世的医院强制流产，随后送往集中营）。两个村镇均遭焚烧和夷平，而海德里希死后的屠殺遇難者至少1,300人。
海德里希死后，恩斯特·卡尔滕布伦纳接替其国家安全部部长职位，而卡尔·赫尔曼·弗兰克（1942年5月27日至28日）和库尔特·达吕格（1942年5月28日至1943年10月14日）则繼任代理总督。万湖会议上制订的方案仍继续施行。最初3个投入大屠杀的灭绝营分別於特雷布林卡、索比布尔和贝尔赛克設立。计划名稱為纪念海德里希而定为莱茵哈德行动。海德里希在德國柏林的墳墓，遭不明人士開挖，墳墓開挖後，海德里希的屍骨卻又完好猶在，未被盜走。

## 個人生活

### 個人特質
海德里希的领导方式为通过恐惧获取服从和尊重。他为人严谨，从不表现友好或愉悦，颇具军人风范。他每日坚持锻炼，对外表一丝不苟，并要求下屬效法。他没有多少亲密的朋友，并极度多疑，不信任多数的党卫队高官。希姆莱是一个例外；海德里希对其近乎盲目服从，认为其是一名“真正的党卫队成员”。希姆莱同时也信任海德里希，部分原因是海德里希並沒有甚麼野心，他本人对于「取代希姆莱」没有太大的兴趣（海德里希也多次向希姆莱强调这一点）。

### 人際關係
海德里希只在党卫队安全部门中发展紧密的职业关系，海因里希·缪勒即为當中代表，海德里希也对其表示信任。阿道夫·艾希曼的忠诚使海德里希颇为佩服，因此任命他为万湖会议的秘书。赫伯特·卡普勒据传为海德里希的门生，后獲任为罗马党卫队总指挥。为海德里希所青睐的党卫队員（尤其是参加了万湖会议者）均对党卫队事业十分投入，对严酷的灭绝行动毫无悔意，并对海德里希十分忠诚。海德里希既不喜欢、也不信任阿图尔·内贝和瓦尔特·施伦堡，其原因可能是此二人过于独立且野心过重。
海德里希据称颇为鄙视骷髅总队，并格外反感特奥多尔·艾克，称其为“有野心的矮子”。他亦不信任奥斯瓦尔特·波尔。他称奥斯威辛集中营营长鲁道夫·霍斯为无教养的暴徒。在党卫队高层，海德里希同卡尔·沃尔夫颇为友好，但日后沃尔夫称其对海德里希颇有戒心，担心其随时准备同希姆莱一同清算他。在一般党卫队中，海德里希同一些颇具权力的党卫队和警方领袖铸造了友好关系，如弗里德里希·耶克尔恩。海德里希与其关系尚可，但在日后耶克尔恩于1930年代末和1940年代初冒犯希姆莱后对其颇为警惕。
参与运作莱茵哈德行动中灭绝营的安保和警员多为海德里希最为亲近的职业人士。海德里希据称与奥迪洛·格洛博奇尼克和克里斯蒂安·维尔特关系颇佳。在其他领域，海德里希并不熟识卡尔·赫尔曼·弗兰克，亦对其不信任。

### 引用
1. ↑  Merriam Webster 1996，第1416頁.
2. 1 2 3  Ramen 2001，第8頁.
3. ↑  Snyder 1994，第146頁.
4. 1 2  Dederichs 2009，第92頁.
5. ↑  Gerwarth 2011，第279頁.
6. 1 2  Dederichs 2009，第148–150頁.
7. ↑  Gerwarth 2011，第174頁.
8. ↑  Dederichs 2009，第11頁.
9. ↑  Gerwarth 2011，第14–15, 18頁.
10. ↑  Gerwarth 2011，第14頁.
11. ↑  Gerwarth 2011，第14, 20頁.
12. 1 2  Dederichs 2009，第28頁.
13. ↑  Gerwarth 2011，第28頁.
14. ↑  Gerwarth 2011，第24頁.
15. ↑  Dederichs 2009，第23, 28頁.
16. ↑  Lemons 2005，第225頁.
17. ↑  Gerwarth 2011，第28, 29頁.
18. 1 2  Gerwarth 2011，第30頁.
19. ↑  Waite 1969，第206–207頁.
20. ↑  Gerwarth 2011，第32, 33頁.
21. ↑  Gerwarth 2011，第34頁.
22. ↑  Gerwarth 2011，第37, 38頁.
23. ↑  Gerwarth 2011，第39–41頁.
24. ↑  Gerwarth 2011，第43, 44頁.
25. ↑  Gerwarth 2011，第44, 45頁.
26. ↑  Calic 1985，第51頁.
27. 1 2  Williams 2001，第29–30頁.
28. ↑  Gerwarth 2011，第51, 52頁.
29. 1 2 3  Longerich 2012，第125頁.
30. ↑  Gerwarth 2011，第52頁.
31. ↑  Gerwarth 2011，第55, 58頁.
32. ↑  Gerwarth 2011，第110, 111頁.
33. 1 2  Dederichs 2009，第12頁.
34. ↑  Gerwarth 2011，第53頁.
35. 1 2  United States National Archives & (NARA).
36. ↑  Gerwarth 2011，第56, 57頁.
37. ↑  Calic 1985，第72頁.
38. ↑  Gerwarth 2011，第58頁.
39. 1 2 3 4 5  Gerwarth 2011，第61頁.
40. ↑  The Holocaust, Crimes, Heroes and Villains 1942
41. ↑  Williams 2001，第38頁.
42. ↑  Longerich 2012，第149頁.
43. ↑  Shirer 1960，第196–200頁.
44. ↑  Shirer 1960，第226–227頁.
45. 1 2  Shirer 1960，第271頁.
46. ↑  Shirer 1960，第270–271頁.
47. ↑  Williams 2001，第61頁.
48. ↑  Longerich 2012，第165頁.
49. ↑  Kershaw 2008，第306–307頁.
50. ↑  Kershaw 2008，第309–12頁.
51. ↑  Kershaw 2008，第313頁.
52. ↑  Flaherty 2004，第56, 68頁.
53. ↑  McNab 2009，第156頁.
54. ↑  Williams 2001，第66頁.
55. ↑  Reitlinger 1989，第90頁.
56. 1 2  Williams 2001，第77頁.
57. ↑  Weale 2010，第132, 135頁.
58. ↑  Calic 1985，第157頁.
59. ↑  Kershaw 2008，第358–359頁.
60. ↑  Kitchen 1995，第40頁.
61. ↑  Delarue 2008，第85頁.
62. ↑  Blandford 2001，第135–137頁.
63. ↑  Evans 2005，第655頁.
64. ↑  Lehrer 2000，第55頁.
65. ↑  Lehrer 2000，第61–62頁.
66. ↑  Goldhagen 1996，第158頁.
67. ↑  Kershaw 2008，第696頁.
68. ↑  Longerich 2012，第469, 470頁.
69. ↑  Headland 1992，第22頁.
70. ↑  Dederichs 2009，第83頁.
71. 1 2  Williams 2001，第85頁.
72. ↑  Blandford 2001，第112頁.
73. ↑  Williams 2001，第88頁.
74. ↑  Conquest 2008，第200–202頁.
75. ↑  Bracher 1970，第418頁.
76. ↑  Snyder 1994，第242頁.
77. ↑  United States Holocaust Memorial Museum & (ushmm.org)-1
78. 1 2  Williams 2003，第82頁.
79. ↑  Horvitz & Catherwood 2006，第200頁.
80. 1 2  Bryant 2007，第140頁.
81. 1 2 3 4  Bryant 2007，第143頁.
82. ↑  Paces 2009，第167頁.
83. 1 2 3  Williams 2003，第100頁.
84. 1 2 3  Bryant 2007，第144頁.
85. ↑  Garrett 1996，第60頁.
86. ↑  MacDonald 1989，第133頁.
87. ↑  Williams 2003，第141頁.
88. ↑  Sereny 1996，第325頁.
89. ↑  Evans 2005，第53頁.
90. ↑  Gerwarth 2011，第xiii頁.
91. ↑  Goldsworthy 2010，第229頁.
92. ↑  United States Holocaust Memorial Museum & (ushmm.org)-2
93. ↑  Calic 1985，第192頁.
94. ↑  Calic 1985，第193頁.
95. ↑  Dresner 1998，第1199頁.
96. ↑  Shirer 1960，第518–520頁.
97. ↑  Calic 1985，第194–200頁.
98. ↑  Longerich 2012，第425頁.
99. ↑  Yad Vashem 2011
100. ↑  Shirer 1960，第958–963頁.
101. ↑  Rhodes 2002，第257頁.
102. ↑  Donnelley 2012，第48頁.
103. 1 2  Aly et al. 2004，第5頁.
104. ↑  Hillgruber 1989，第94–96頁.
105. ↑  Gerwarth 2011，第174, 196, 197頁.
106. ↑  Gerwarth 2011，第197頁.
107. ↑  Browning 2004，第315頁.
108. 1 2  Hilberg 1985，第164頁.
109. ↑  Haus der Wannsee-Konferenz & 1st
110. ↑  United States Holocaust Memorial Museum & (ushmm.org)-3
111. ↑  Haus der Wannsee-Konferenz & 2nd
112. ↑  Kershaw 2008，第696–697頁.
113. ↑  Holocaust-history 2004
114. ↑  Bloxham 2009，第228頁.
115. ↑  Calic 1985，第254頁.
116. ↑  Bryant 2007，第175頁.
117. ↑  Williams 2003，第145–147頁.
118. ↑  Williams 2003，第147, 155頁.
119. 1 2  Williams 2003，第155頁.
120. ↑  Williams 2003，第165頁.
121. ↑  Lehrer 2000，第86頁.
122. ↑  Höhne 2000，第495頁.
123. ↑  Williams 2003，第223頁.
124. ↑  MacDonald 1989，第182頁.
125. 1 2  Dederichs 2009，第107頁.
126. 1 2 3  Lehrer 2000，第87頁.
127. ↑  Dederichs 2009，第176頁.
128. ↑  Gerwarth 2011，第291頁.
129. ↑  Gerwarth 2011，第77, 83, 113, 289頁.
130. ↑  Browder 2004，第260頁.
131. ↑  Lehrer 2000，第58頁.
132. 1 2  Dederichs 2009，第152頁.
133. ↑  Dederichs 2009，第153–155頁.
134. ↑  Craig 2005，第189頁.
135. ↑  Dederichs 2009，第151–152頁.
136. ↑  Gerwarth 2011，第280頁.
137. ↑  Calic 1985，第253頁.
138. ↑  Frucht 2005，第236頁.
139. ↑  Burian et al. 2002.
140. ↑  Kershaw 2008，第714頁.
141. ↑  Arad 1987，第13頁.
142. ↑  . BBC News. 2019-12-16  [2022-01-05]. （原始内容存档于2019-12-24）.
143. ↑  Gerwarth 2011，第73–75頁.
144. 1 2  Yerger 1997，第17頁.
145. ↑  Gallagher 1969，第143–145頁.
146. ↑  Schellenberg 2000，第19–21頁.
147. ↑  Fitzgibbon 2000，第276–302頁.
148. ↑  National Archives and Records Administration & (SS officer record rolls).
149. ↑  Ernst 1971，第117–121頁.